# Aneksija
Aneksija (sestavljanka iz latinskega 'ad' in 'nexus', priključiti) je v mednarodnem pravu izraz za nasilno priključitev oz. okupacijo ozemlja k neki državi, ponavadi z uporabo oboroženih sil. Večinoma se obravnava kot nezakonito dejanje. Dejanje je enostransko in se ga polašča samo ena država in se razlikuje od neposredne vojaške okupacije med vojno ter tudi od cesije, ki predstavlja pridobitev ozemlja s sklenitvijo mednarodne pogodbe. Aneksija je legitimna, če jo priznavajo mednarodna politična telesa. Ilegalnost aneksije se v primerih aneksije s strani države storiteljice zakriva; v nobenem izmed trenutnih primerov aneksije s strani Maroka, Izraela in Rusije beseda aneksija ni uporabljena in se tovrstni označbi izogibajo.

## Primeri aneksij
- 1898, ZDA anektirajo Havaje
- 1908, Avstro-Ogrska anektira Bosno
- 1910, Japonska anektira Korejo
- 1913, Velika Britanija anektira Ciper
- 1938, Anschluss, aneksija Avstrije Tretjemu rajhu
- 1980, Izrael anektira Vzhodni Jeruzalem[14]
- 1981, Izrael anektira Golansko planoto[15]
- 1990, Irak anektira Kuvajt
- 2014, Rusija anektira Krimski polotok[b]
- 2022, Rusija anektira Donecko, Lugansko, Zaporoško in Hersonsko oblast v Ukrajini